# Serra de Vinfaro
La Serra de Vinfaro és una serra situada al municipi d'Alfés a la comarca del Segrià, amb una elevació màxima de 238,0 metres al Tossal de Vinfaro.